# テュルソス

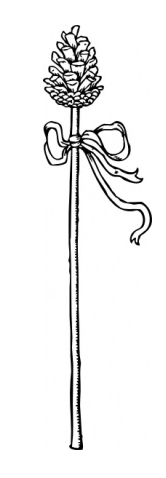
タイニアで飾られ、先端に松かさをつけたテュルソス。

テュルソス（古代ギリシア語: θύρσος、thyrsos）は、ギリシア神話に登場する杖。オオウイキョウでできており、ブドウのツルや葉などで飾られ、先端に松かさをつけたものである。タイニアと呼ばれるリボンのようなものがつけられる場合もある。

## 概要
テュルソスはウイキョウの茎に木ヅタ等の植物をあしらった杖であり、古代ギリシアの宗教において、この杖はディオニューソスとその信者が持っていた。ブドウや木ヅタのようなツルを茂らせる植物は、ディオニューソスの力が現れていると考えられていた。
エウリーピデースは、マイナデスが持つテュルソスから蜂蜜が滴ったと表現している。テュルソスは宗教的儀礼や祭儀のにおける、神聖な道具であった。テュルソスは葉の中に鉄の突起を隠しており、ディオニューソスやその信者達が持つとき、恐るべき武器に変わったともされる。そのため、テュルソスは「ブドウの葉に包まれた槍」「木ヅタを巻いた槍」などと表現されることもあり、その先端の突起が狂気を引き起こすと考えられた。

## 象徴としてのテュルソス
テュルソスはディオニューソス（バッコス）と、その従者であるサテュロスやマイナデスに関連し、一般的に繁栄、繁殖力、快楽主義、悦楽 / 楽しみなどを象徴する。特に、ウイキョウが男性器を、松かさが「種」を示しているとしてパロスの繁殖力に関連付けられてきた。テュルソスはバッコス信仰の踊りの際に掲げられる。
エウリーピデースの『バッカイ』では、ディオニューソスの信女に扮したペンテウスがディオニューソスに、次のように尋ねるシーンがある。
ペンテウス「テュルソスを右手に持つほうがよいか、それともこの手か。どちらがいっそう、バッカイらしく見えるだろうか。」
ディオニューソス「右手です。そして右足と同時に振り上げねばならない。」
テュルソスは時に、カンタロスと呼ばれるワインを飲むための陶器とも関連付けられる。カンタロスもディオニューソスの象徴とされ、テュルソスとカンタロスは、王笏と宝珠と同様に「男性性と女性性」の組み合わせであるとされる。

## ギャラリー

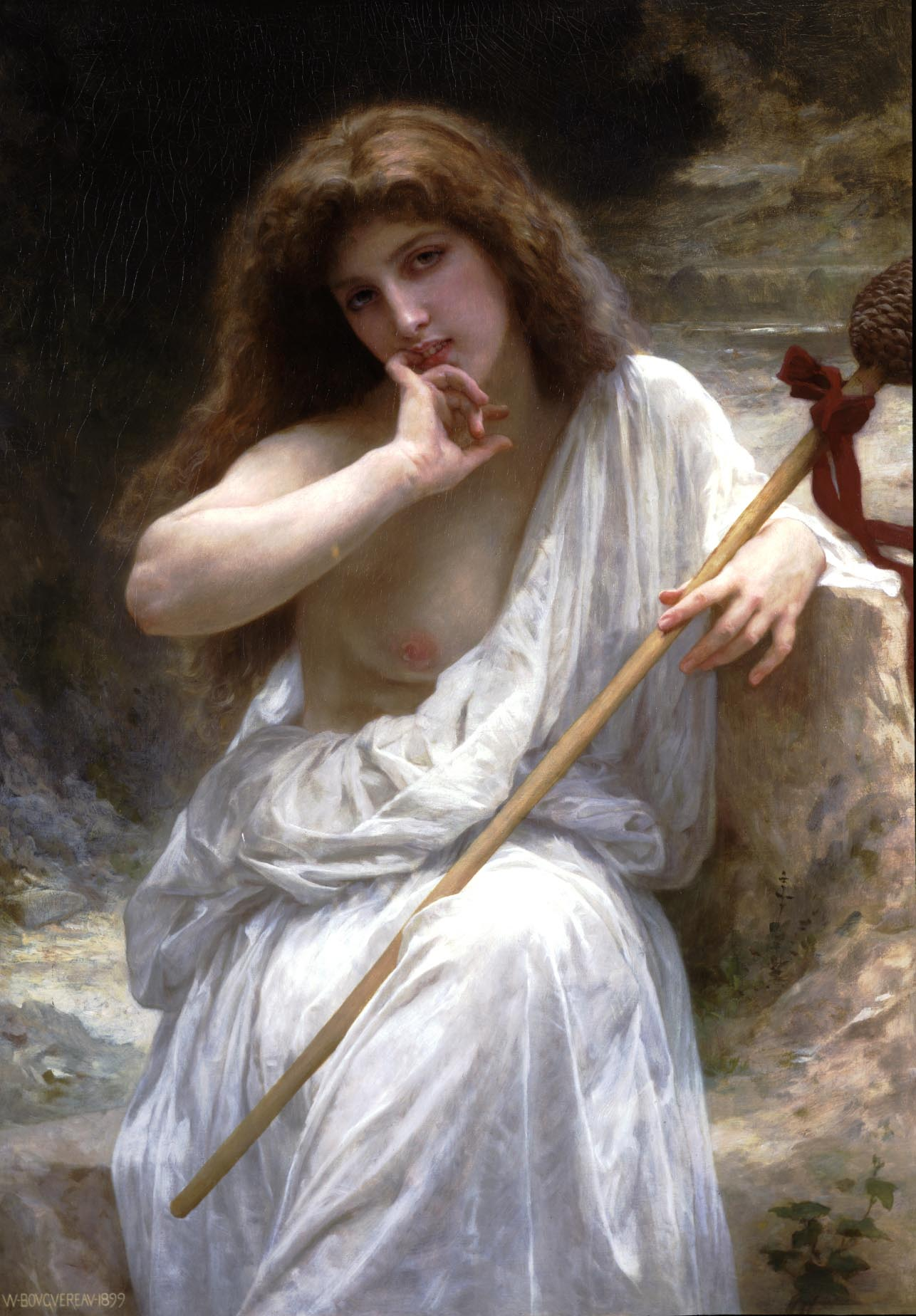
テュルソスを持つディオニューソスの信者。ブグロー作『マリス』（1899年）
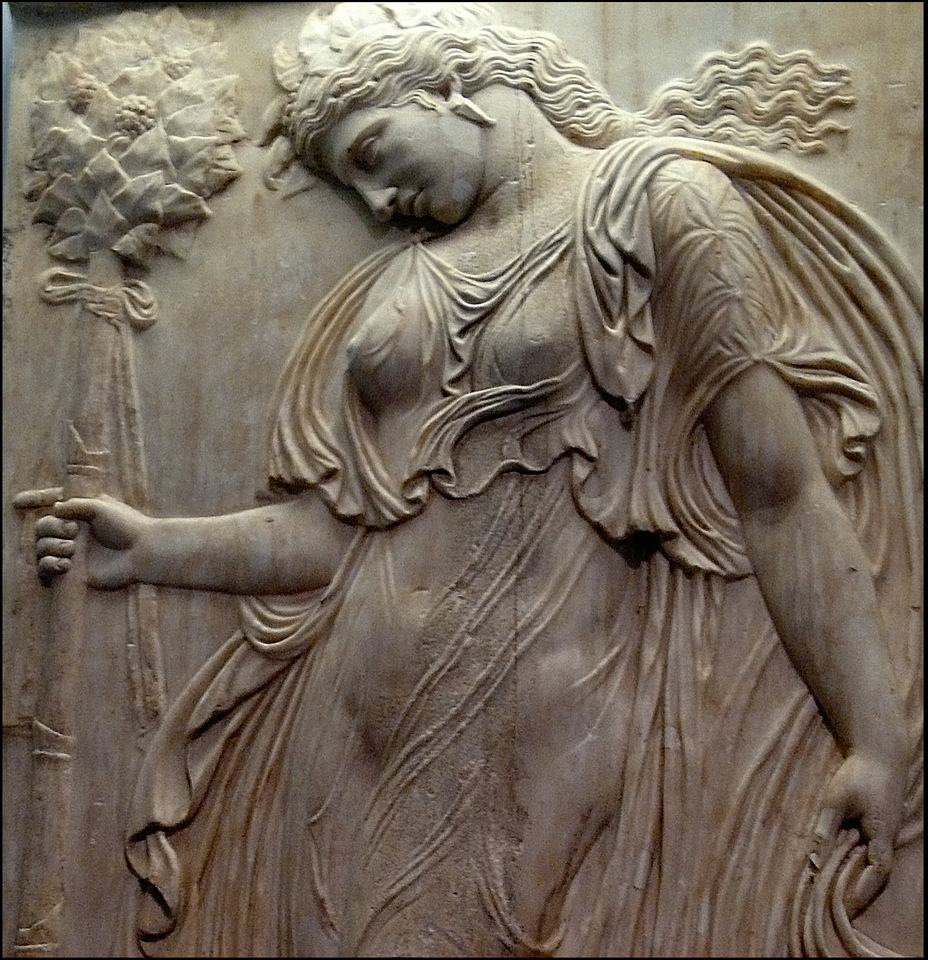
テュルソスを持つマイナスを描いたローマ時代のレリーフ。紀元後120-140年頃。プラド美術館（マドリッド）所蔵。
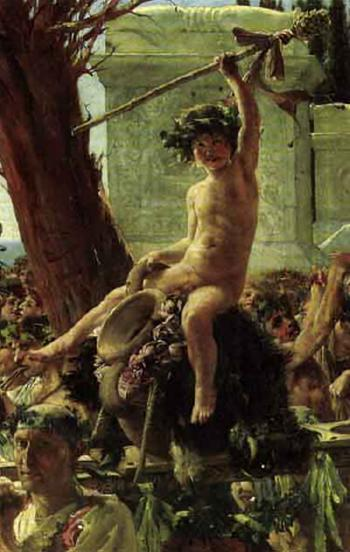
John Reinhard Weguelin（英語版）作『バッコスの勝利』（1882年）
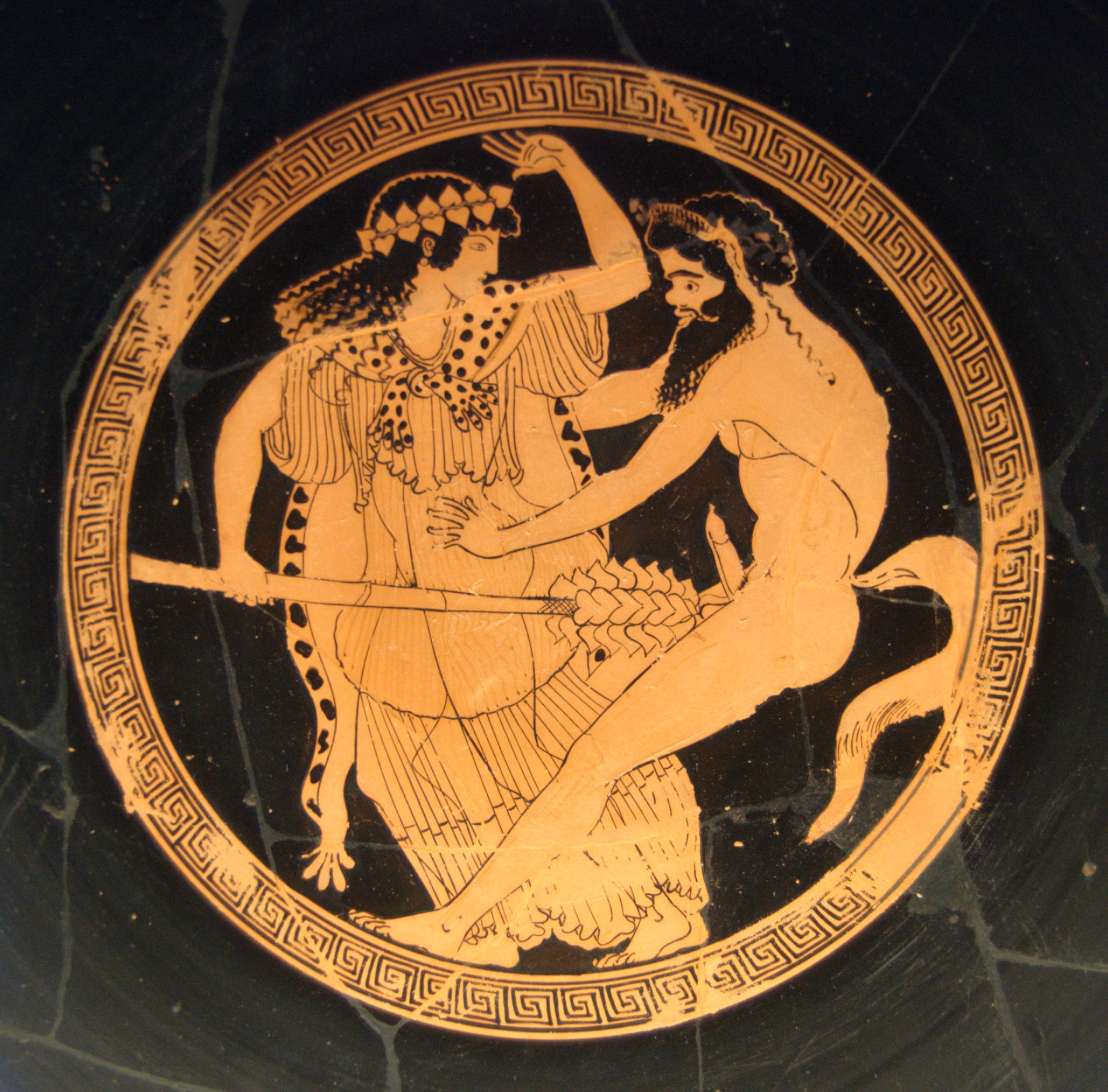
サテュロスを払い除けるためにテュルソスを使うマイナス。赤絵式のキュリクス（杯）。紀元前480年頃。
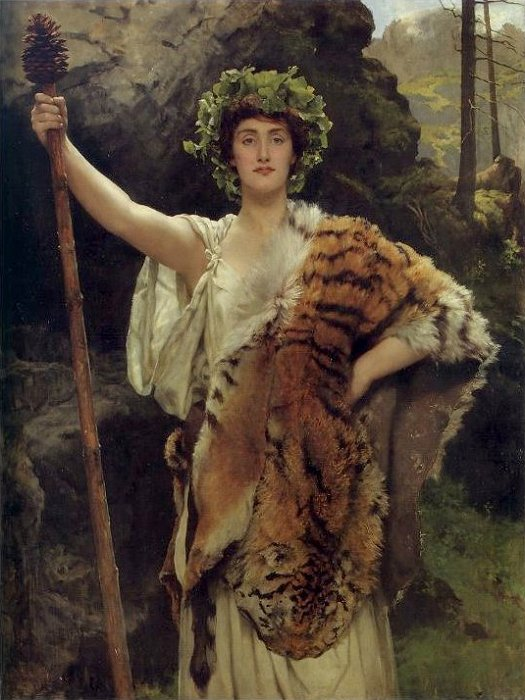
ジョン・コリア作『バッコスの信女』